# 托因比冰川
69°35′S 69°35′W / 69.583°S 69.583°W
托因比冰川（英語：Toynbee Glacier）是南極洲的冰川，位於亞歷山大一世島東北部，長31公里、寬9公里，最終注入喬治六世冰架，該冰川以英國勘察隊機師命名。